# Acesita Esporte Clube
Acesita Esporte Clube é um clube esportivo brasileiro do município de Timóteo, em Minas Gerais, que, atualmente, se encontra no amadorismo. Suas cores principais são o grená e o branco.

## Nome

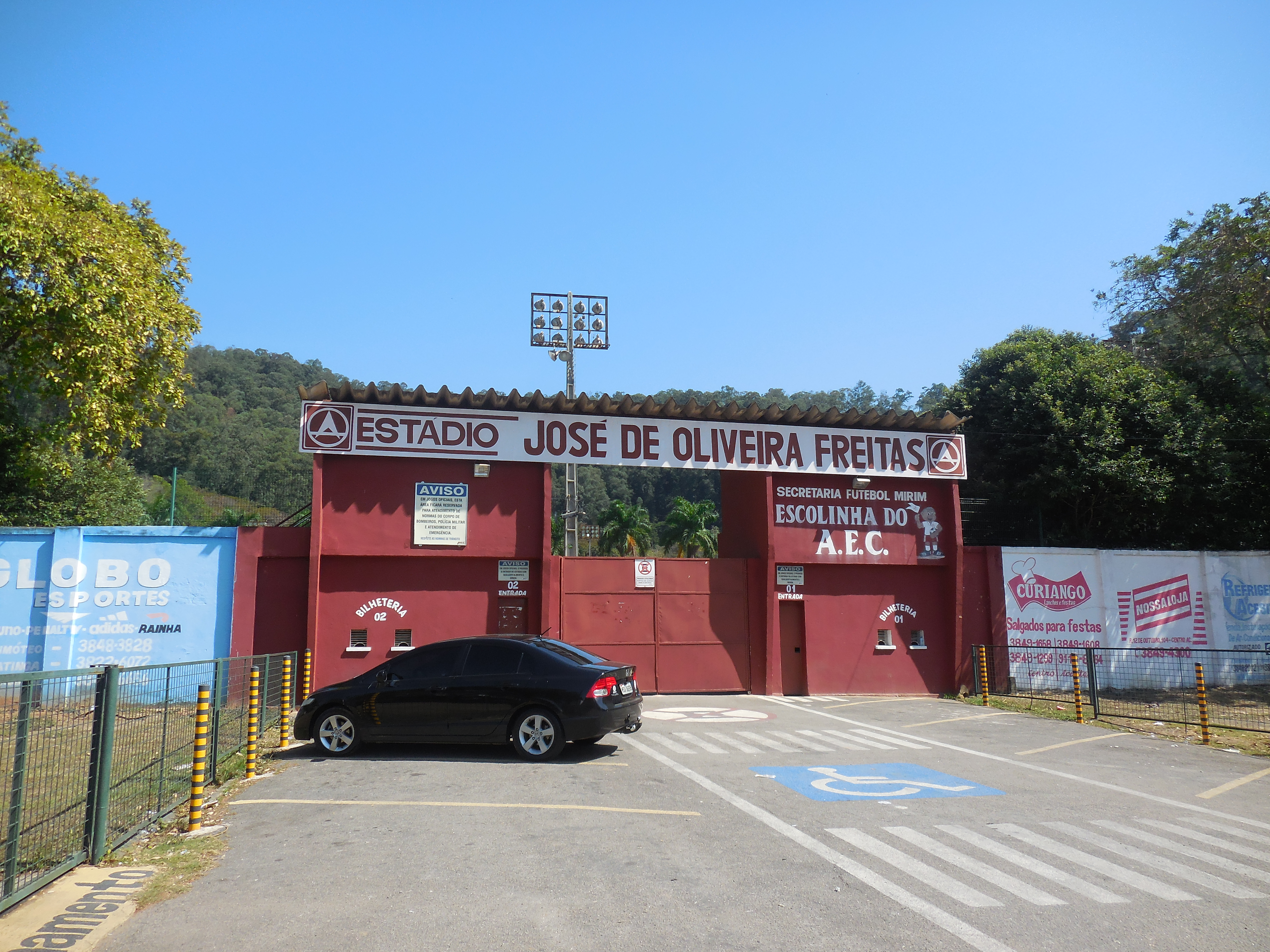
Entrada do Estádio José de Oliveira Freitas, no bairro João XXIII, "casa" do Acesita Esporte Clube.

Acesita significou, originalmente, Aços Especiais de Itabira, e era o nome da única usina na América Latina que produz aço inoxidável, dentre outras formas de aço, que conferiu a Timóteo o apelido de Capital Brasileira do Inox. Atualmente, a empresa se chama Aperam South America
A região Norte da cidade, que ficou sob a área de influência da usina, ficou então largamente conhecida por "Acesita". A partir de então, embora criticado por boa parte dos moradores e de não haver respaldo oficial, é um costume dos timotenses dividir a cidade em Acesita (Norte) e Timóteo (Sul). Região Norte da cidade de Timóteo é, portanto, uma outra definição para Acesita.
O clube se desenvolveu justamente na região Norte e adotou o seu nome. Por ser economicamente mais forte e mais populosa, embora a prefeitura e o Centro político se encontrem no sul, a região de "Acesita" acabou sendo influência também para a denominação da Liga Acesitana de Desportos, entidade máxima do futebol amador municipal, criada antes mesmo da emancipação.

## Futebol profissional
O Clube disputou o Torneio de Acesso da Federação Mineira de Futebol na década de 1960 e conseguiu ser promovido para o Campeonato Mineiro de 1970. Foi a única vez em que um clube de Timóteo disputou a Primeira Divisão do Futebol Mineiro.

## Futebol amador
Histórica e atualmente, o AEC é o principal times amadores do Vale do Aço. É membro da Liga Acesitana de Desportos tendo ganho vários torneios municipais e intermunicipais.

## Sede campestre
Atualmente, o AEC é mais conhecido por sua Sede Campestre, que é um dos melhores clubes do Vale do Aço. Possui piscinas, campos e quadras, nas quais organiza diversos torneios esportivos, além de ser área constantemente utilizada para shows e festas.

## Futebol de Categorias de Base
O clube diputa competições oficiais de Categorias de Base da FMF. Em 2009, jogará nas categorias Infantil e Juvenil.
Neste mesmo ano, embora o AEC não tenha participado da Taça BH de Futebol Junior, o "Jucão", estádio do clube, foi palco de vários jogos do torneio, recebendo, entre outros, as equipes juniores dos tradicionais Internacional, Botafogo e Fluminense. A Seleção Júnior de Timóteo, que representou o município na Taça BH, também jogou no estádio.
A escolinha de futebol funciona continuamente, atendendo a demanda por prática esportiva de qualidade para crianças e adolescentes em Timóteo.
Em 2012 pelo campeonato Mineiro Infantil foi campeão do Interior ficando em 3º Lugar geral , não classificando para a grande final mas derrotando no jogo da volta o o Atlético Mineiro por 2 x 1 , que consagrou campeão naquele ano , tendo o melhor resultando até então . Elenco . Stefano, Bisteca , Daniel Rodrigues , Sander Lucas , Wdson , Arthur Maradona , Vitão , Thomas , David ,Rhuan , Vinicinho , Técnico Marcinho Massagista Moisés cobrinha ..

## Títulos

### Municipais
- Campeonato Municipal da LAD - 14 vezes (recordista):[4] 1966, 1969, 1972, 1973, 1974, 1976, 1977, 1978, 1979, 1984, 1990, 2000, 2003.
- Campeão Mineiro Infantil do Interior 2012

## Histórico do clube profissional em competições oficiais
Campeonato Mineiro - Módulo I ou divisão principal¹
1- Durante o decorrer do tempo, as divisões do campeonato mineiro tiveram várias denominações diferentes, então a classificação está distribuída de acordo com os níveis, do 1º ao 3º